# Звучание Миннеаполиса
Звучание Миннеаполиса или Миннеаполис-саунд (англ. Minneapolis sound) — поджанр фанк-рока с элементами синти-попа и новой волны, пионером которого выступил Принс в конце 1970-х. Популярность поджанра в 1980-х была обеспечена Принсом, а также его последователями, такими как The Time, Jimmy Jam and Terry Lewis, Моррис Дэй, Vanity 6, Apollonia 6, Ta Mara & the Seen, Sheila E., Джесси Джонсон, Brownmark, Mazarati и The Family.
Согласно Rolling Stone Album Guide, «звучание Миннеаполиса оказало влияние на R&B и поп-музыку середины 80-х годов, стоит также отметить последующие два десятилетия воздействия на электро, хаус и техно».